# Pohranice
Pohranice est un village de Slovaquie situé dans la région de Nitra.

## Histoire
Première mention écrite du village en 1075.

## Démographie

### Évolution de la population
| Année:               | 1994. | 2004.   | 2014.   | 2024.   |
| -------------------- | ----- | ------- | ------- | ------- |
| Nombre de personnes: | 1083  | 1069    | 1077    | 1103    |
| Différence:          |       | -1,29 % | +0,74 % | +2,41 % |

| Année:               | 2023. | 2024.   |
| -------------------- | ----- | ------- |
| Nombre de personnes: | 1094  | 1103    |
| Différence:          |       | +0,82 % |